# Uredinophila erinacea
Uredinophila erinacea är en svampart som först beskrevs av Rehm, och fick sitt nu gällande namn av Rossman 1987. Uredinophila erinacea ingår i släktet Uredinophila och familjen Tubeufiaceae.   Inga underarter finns listade i Catalogue of Life.